# Комплекс будівель Морського відомства
Комплекс будівель Морського відомства — пам'ятка архітектури національного значення, розташована в Миколаєві (Україна). Включає браму і мури суднобудівної верфі (1849), чоловічу гімназію (1850) та два корпуси Старофлотських казарм (1850).
Комплекс казарм збудований у І половині ХІХ століття у стилі пізнього англійського класицизму за проектом архітектора Чорноморського адміралтейського департаменту Карла Акройда. Складається з трьох однакових П-подібно розташованих будівель. Споруди призначались для матросів флотських екіпажів, у кожному з них розміщувалось від 1200 до 2000 осіб. Комплекс будівель лише третина ансамблю, який планувалось збудувати навколо площі Адміралтейства: реалізації задуму завадила Кримська війна.

## Брама і мури суднобудівної верфі
Брама і мури зведені на місці первісної верфі, побудованої у 1788 р. Брама, що слугувала головним входом Миколаївського адміралтейства, являє собою призматичний об'єм з проїзною аркою посередині і кордергардіями по боках. Проїзд оформлено колонами доричного ордера. Бічні входи оформлені сандриками і наличниками, над ними — рельєфні зображення. Площини стін брами рустовані. На теперішній час брама є головною прохідною Суднобудівного заводу ім. 61 Комунара. Охоронний № 534/1.

### Галерея

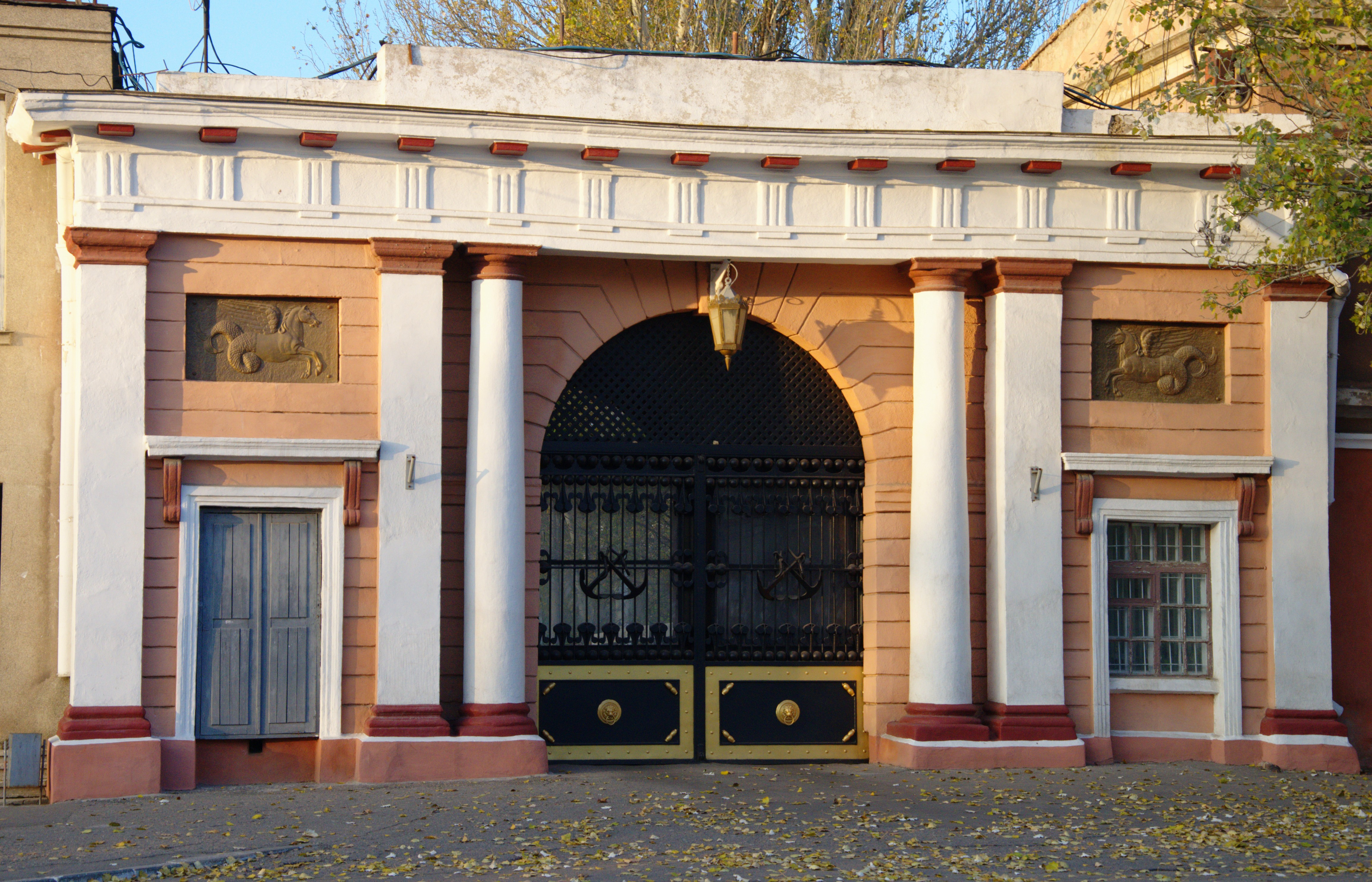
Головні ворота Суднобудівного заводу ім. 61 Комунара та вхід до старого адміралтейства
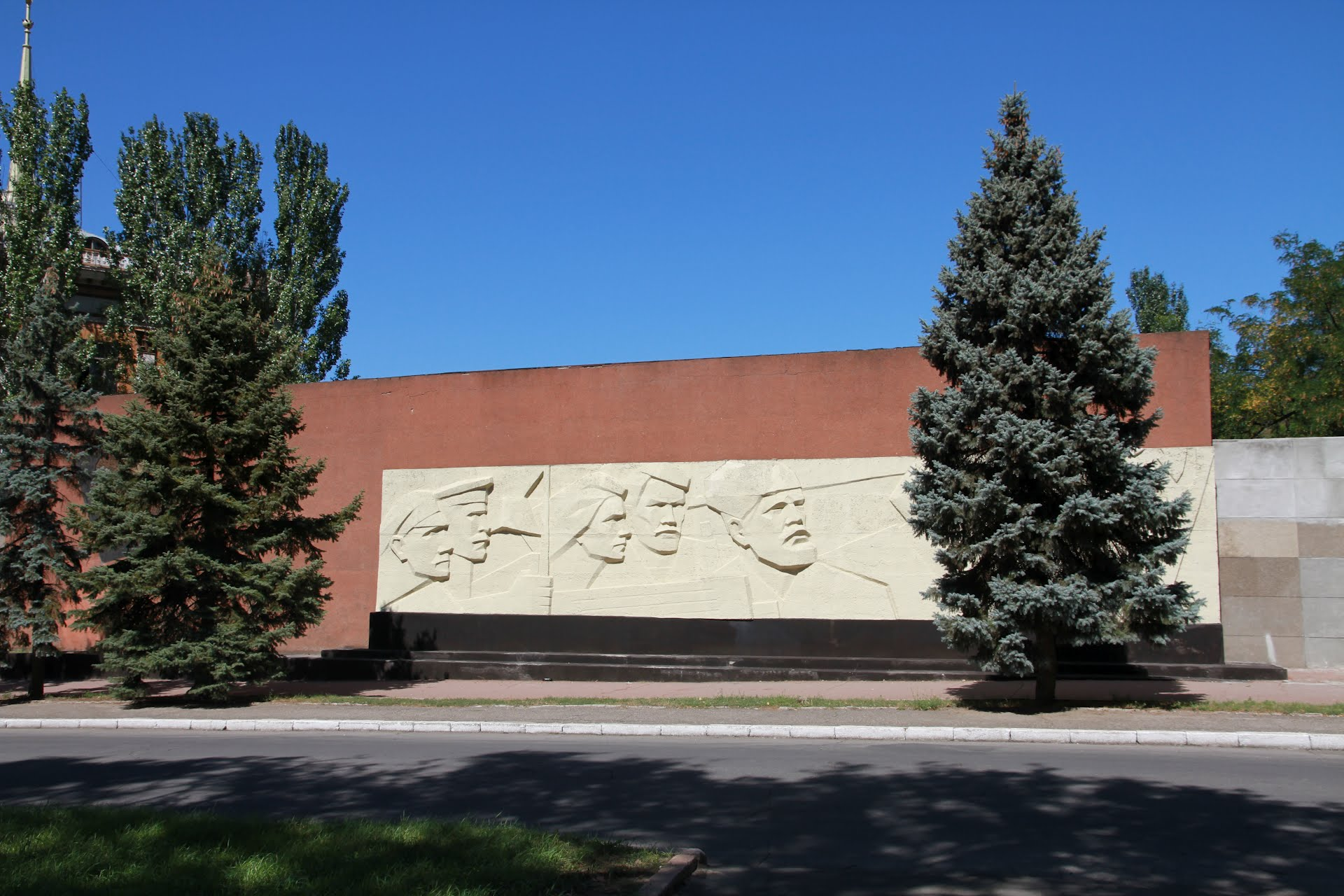
Барельєф радянської доби
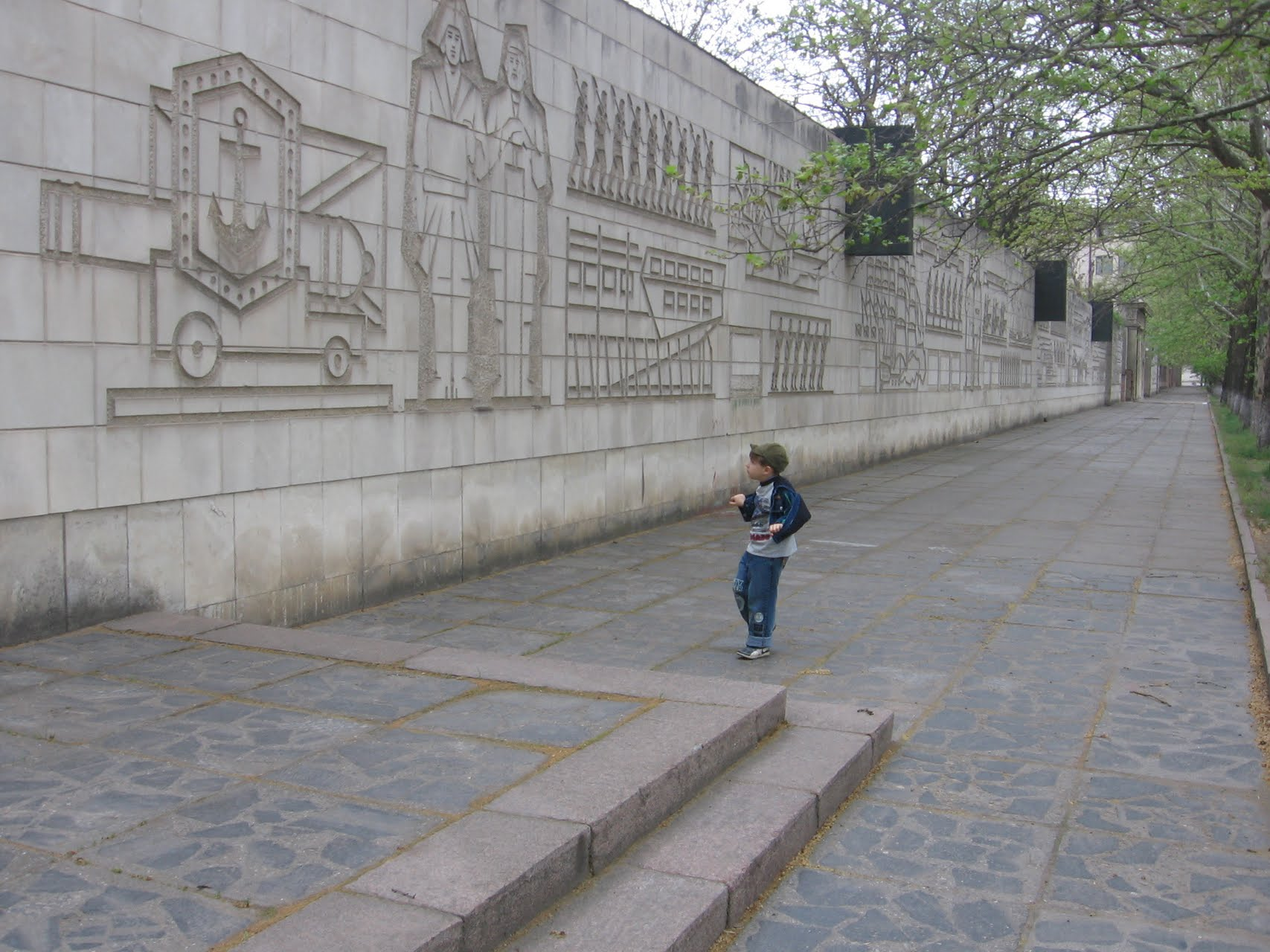
Художні композиції революційної тематики
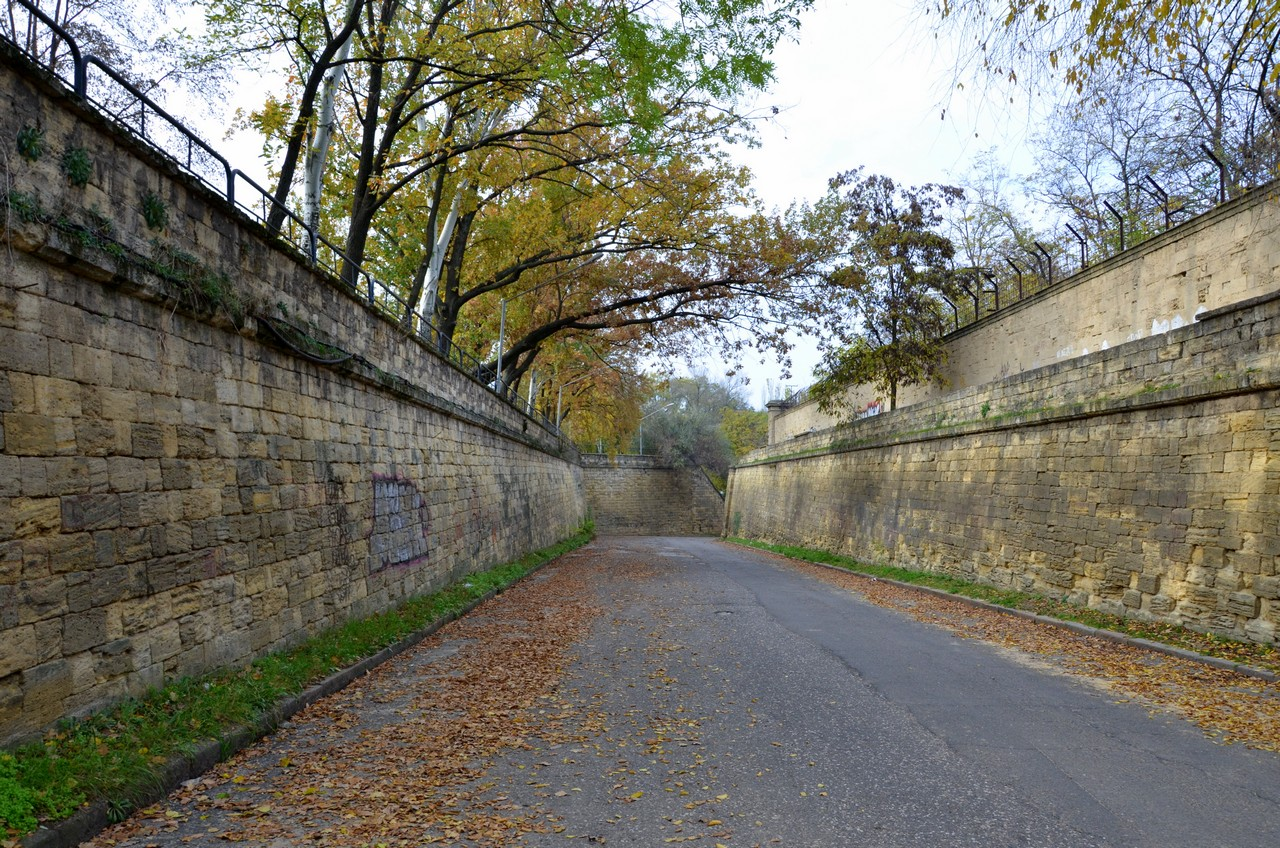
Мури суднобудівної верфі вздовж вул. Набережної
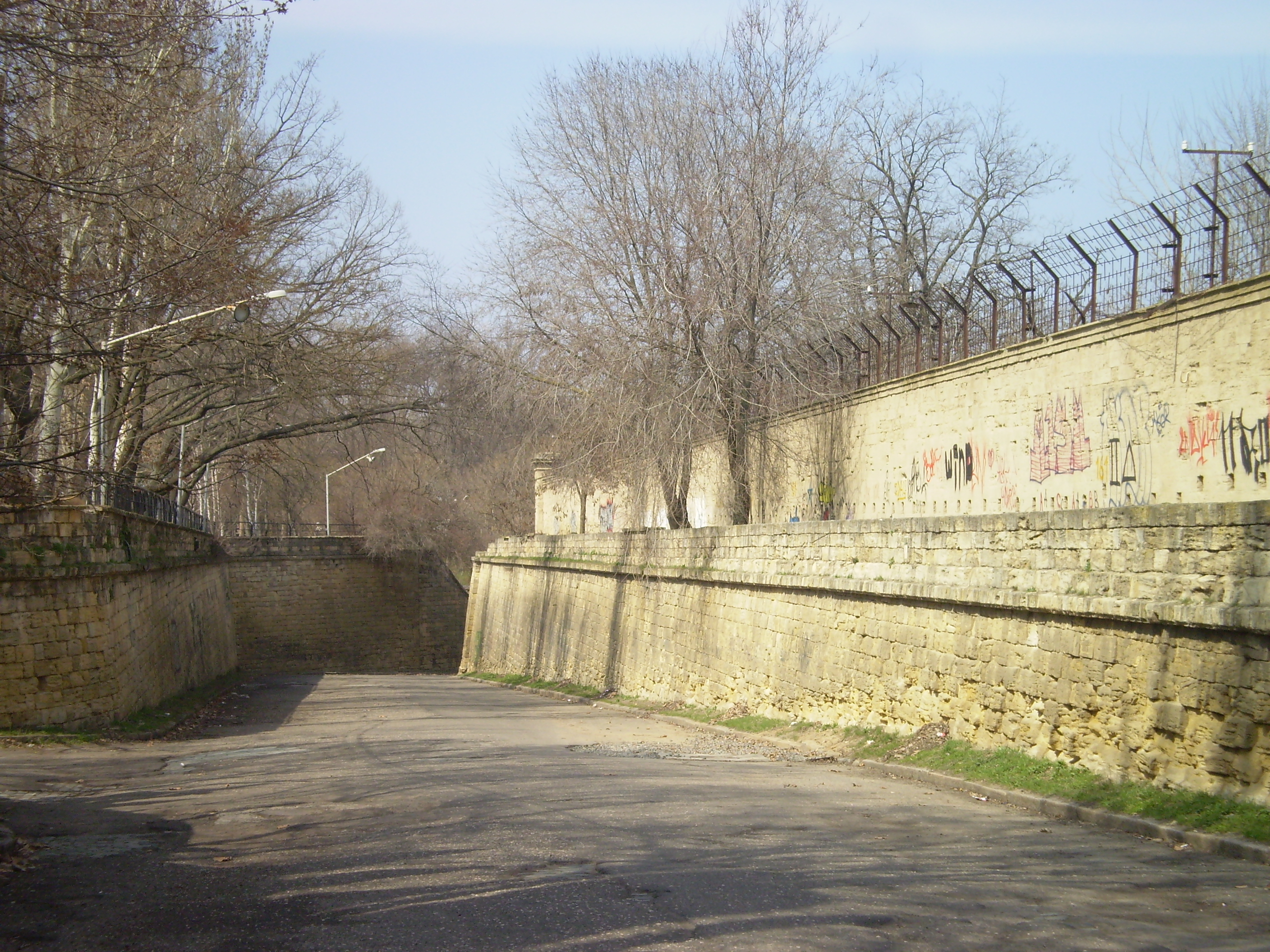
Мури суднобудівної верфі вздовж вул. Набережної

## Олександрівська чоловіча гімназія
Будівля, зведена для проживання матросів флоту Російської імперії, у 1862 році була передана Олександрівській чоловічій гімназії. Пам'ятка архітектури національного значення (охоронний № 534/2) та пам'ятка історії місцевого значення: у 1882–1887 рр.. у гімназії навчався Віргілій Шанцер.
Споруда П-подібна в плані, триповерхова, складена з камня-черепашника, не тинькована. Поле стін тамбуру оброблено рустом. Фасад фланковано ризалітами. У дорадянські часи при гімназії була облаштована домова церква, в якій на початку XX сторіччя сталася пожежа. У Другу світову війну будівля згоріла. Під час відновлення у 1946 по осі головного фасаду на постаменті встановлено шестиколонний портик доричного ордера, увінчаний трикутним фронтоном.
У радянські часи у будівлі розміщувався Будівельний технікум, нині Будівельний коледж Київського національного університету будівництва і архітектури. У 1985 році за ініціативи колективу технікуму біля входу встановлено пам'ятник Гнату Шевченко, який з 1850 року служив тут матросом у 37-му флотському экипажі. Погруддя є копією першого в Російській Імперії пам'ятника нижньому чину, що встановили у серпні 1874 року біля головних воріт флотських казарм

### Галерея

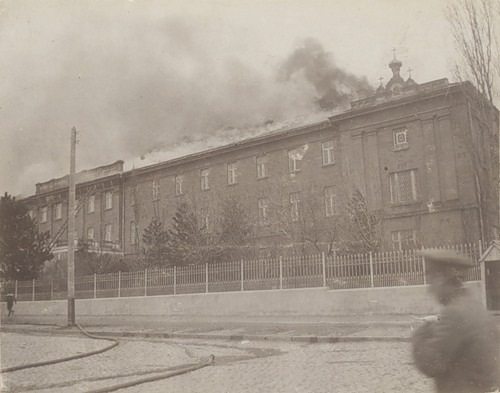
Будівля гімназії під час пожежі 22 березня 1912
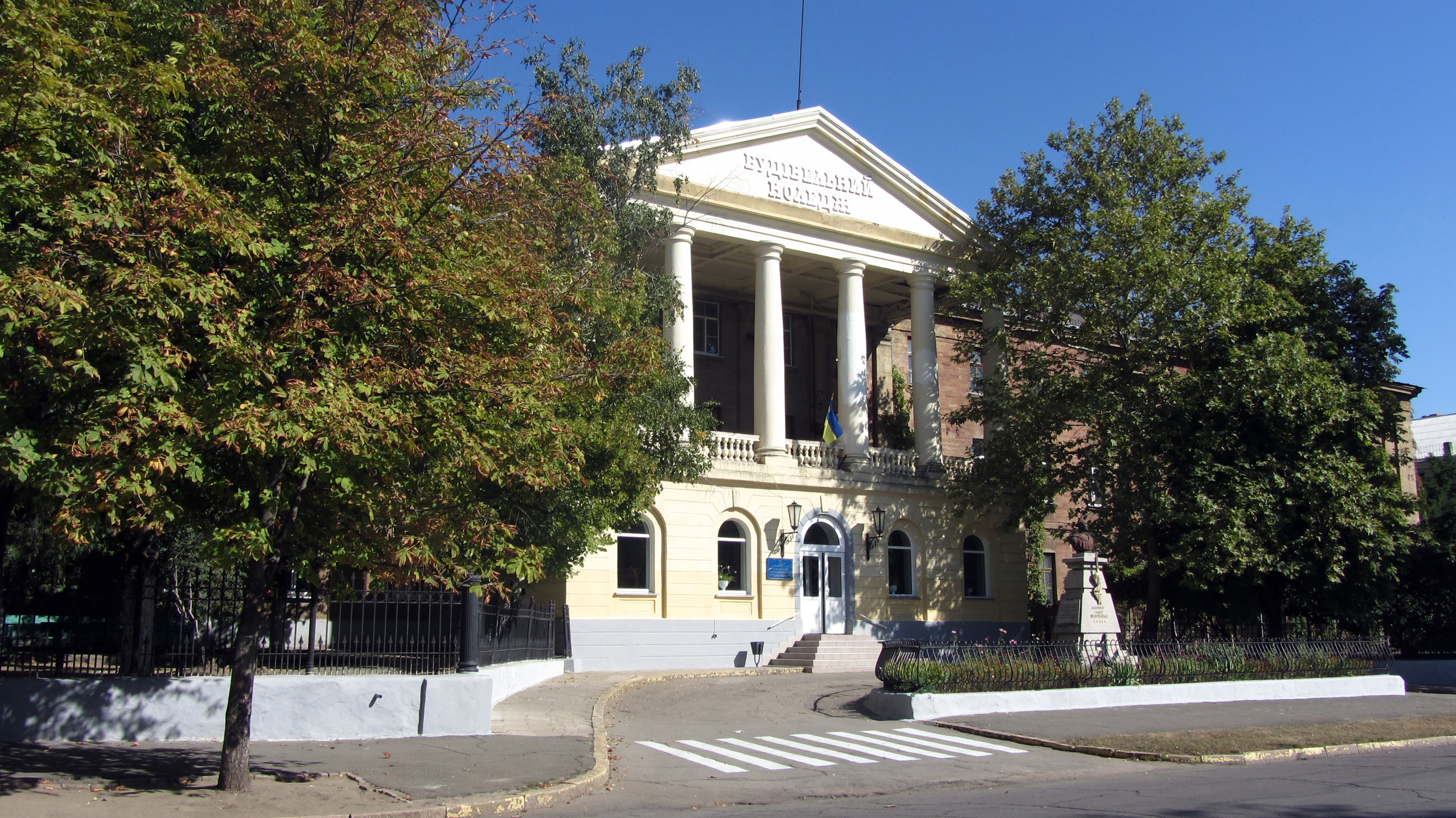
Сучасний вигляд фасаду
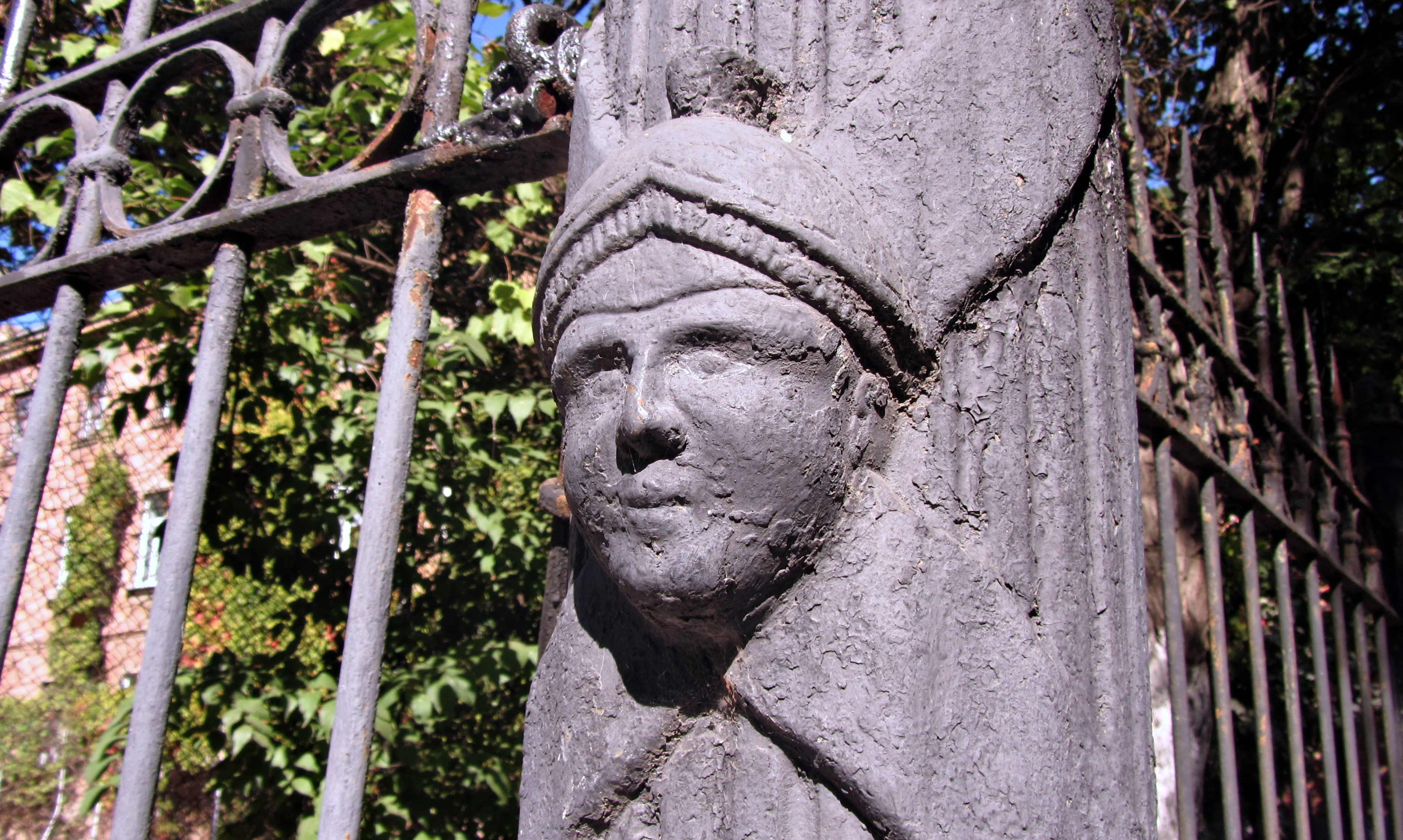
Декоративний елемент огорожі
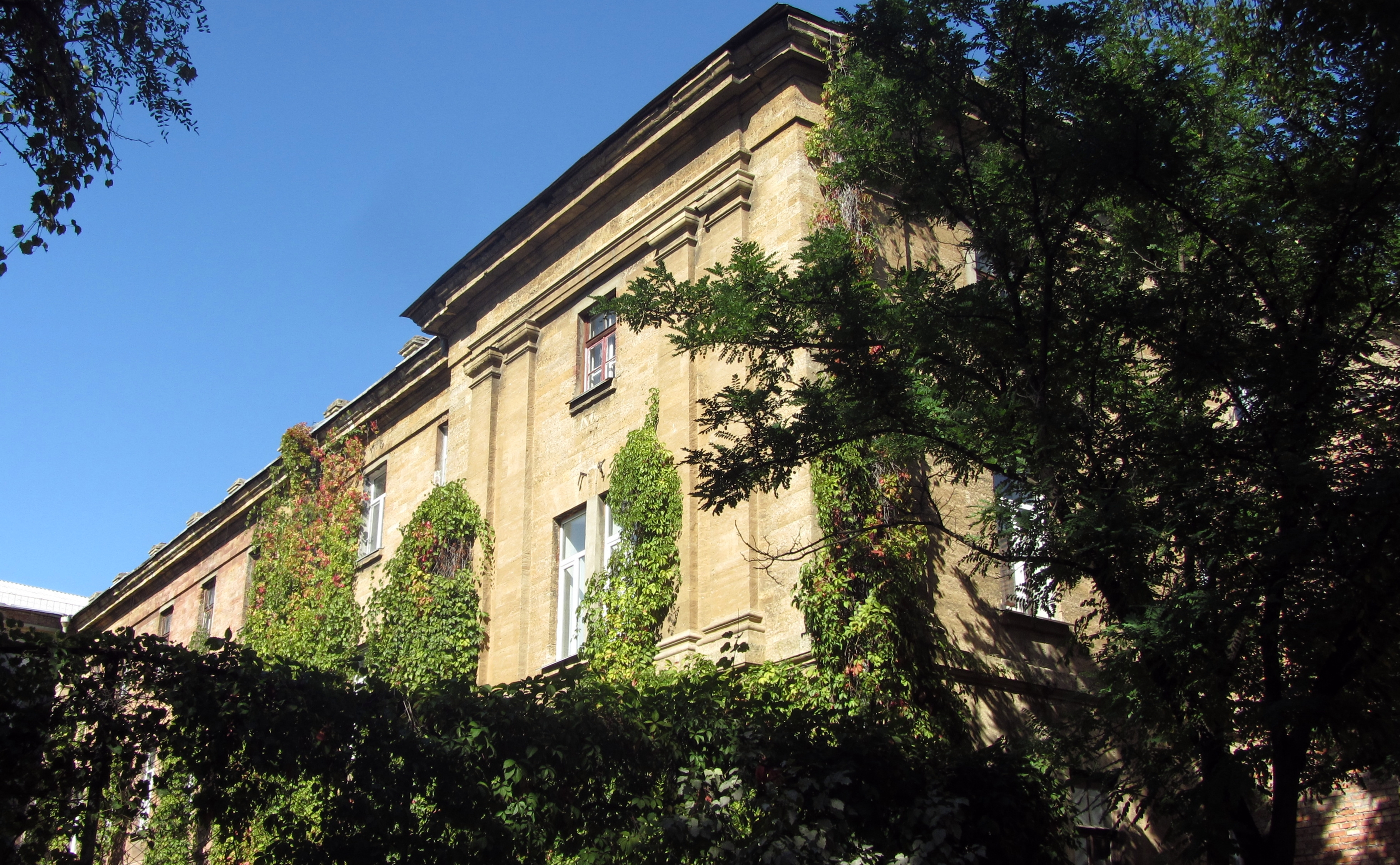
Боковий фасад
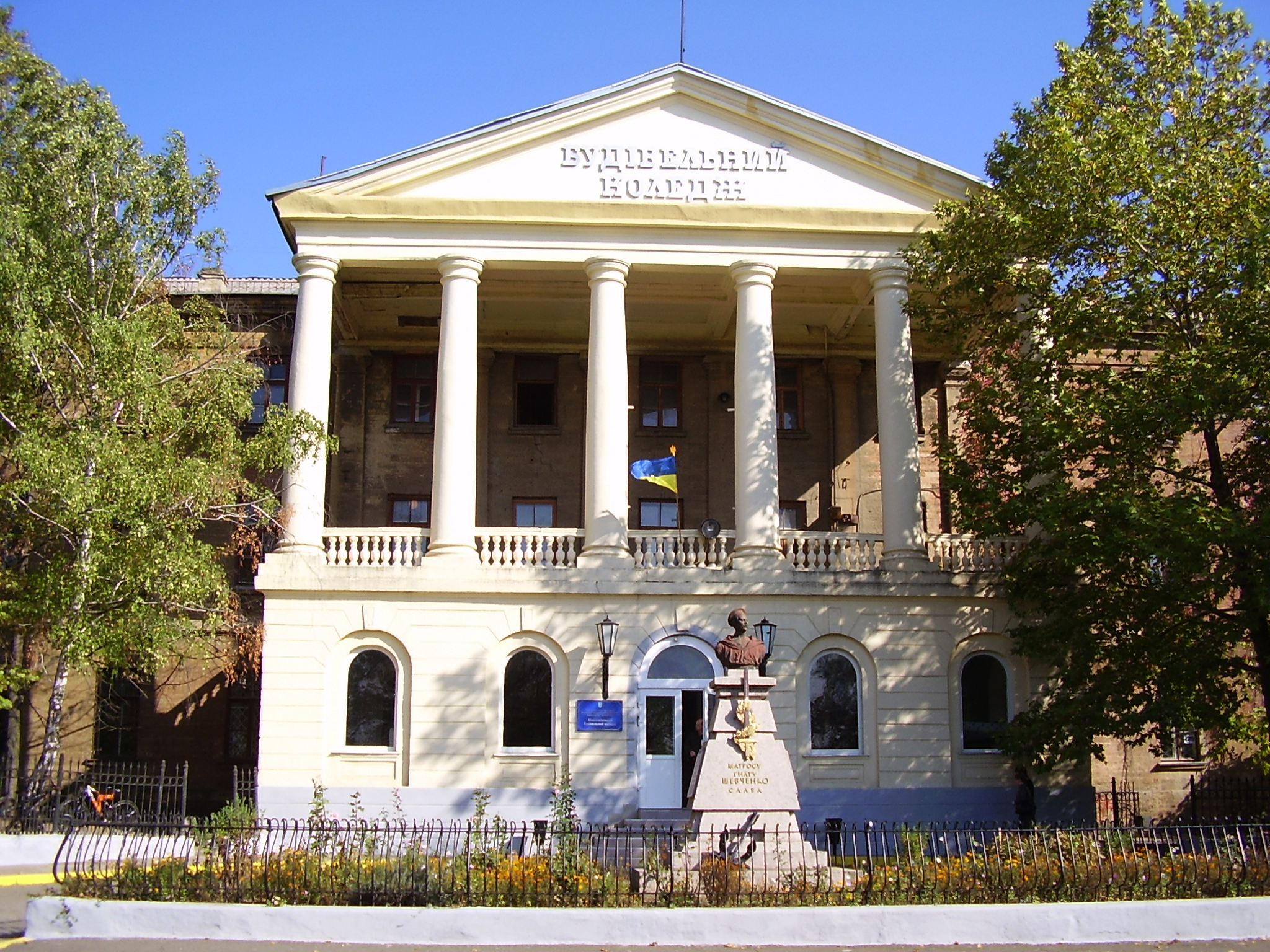
Пам'ятник Гнату Шевченко

## Старофлотські казарми
Старофлотські казарми були одними з перших монументальних будівель міста. Ансамбль складається з двох триповерхових споруд, що призначались для проживання матросів флоту Російської імперії. За радянських часів у корпусах розташовувалася бригада, зайнята на будівництві та ремонті кораблів ВМС. Охоронні номери 534/3 та 534/4.
Обидві будівлі П-подібні, складені з каменю-черепашника, нетиньковані. Фасади ритмічно членовані прямокутними віконними отворами, між першим і другим поверхами проходить карниз. Центральні і кутові частини корпусів підкреслені слабко вираженими ризалітами, оформленими плоскими пілястрами.
На початку 2010-х рр. було проведено реставрацію та реконструкцію першого корпусу під музейне містечко. З січня 2012 року у відреставрованому комплексі «Старофлотські казарми» розташовується Миколаївський обласний краєзнавчий музей.

### Галерея

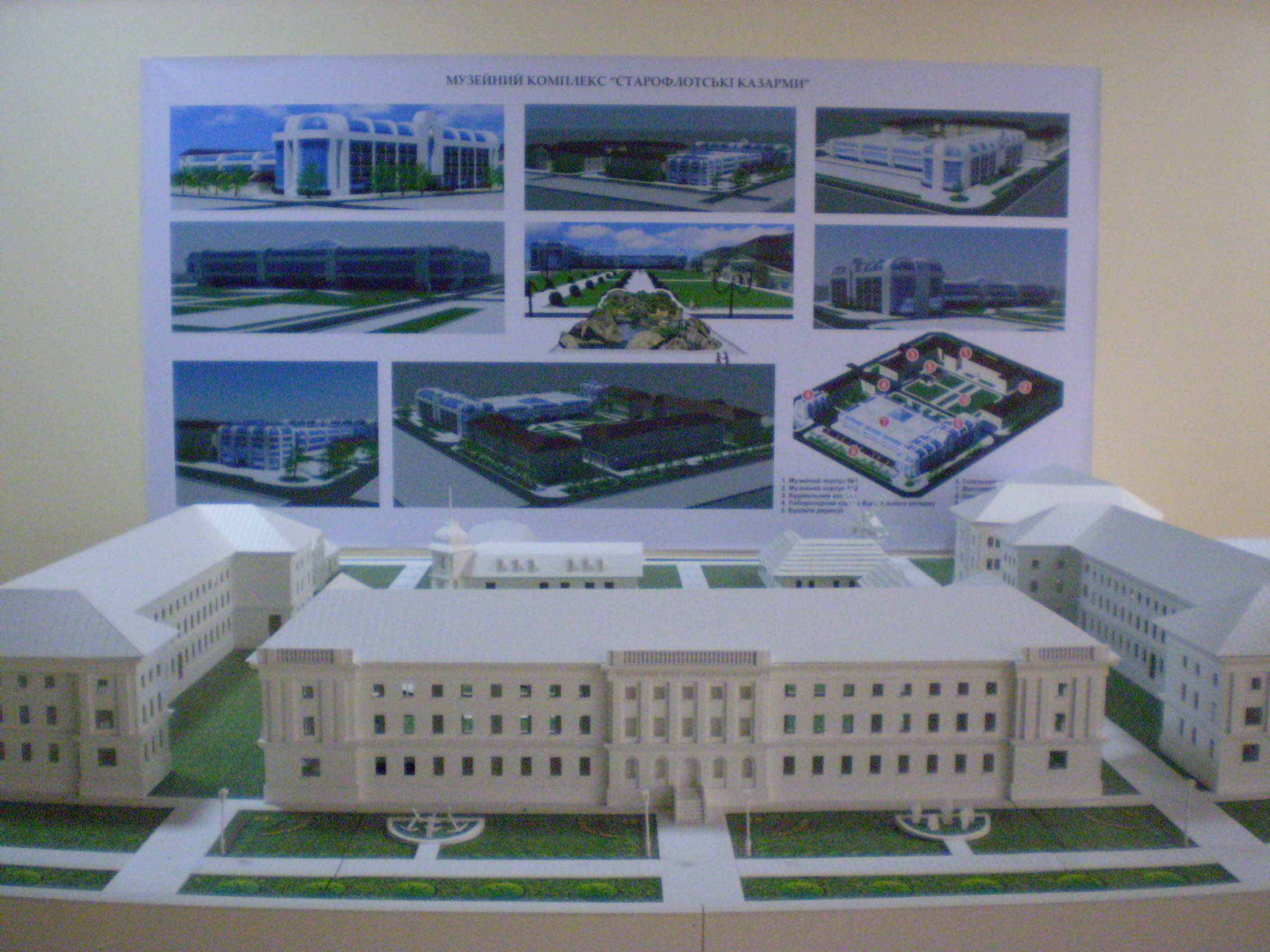
Макет комплексу казарм у краєзнавчому музеї
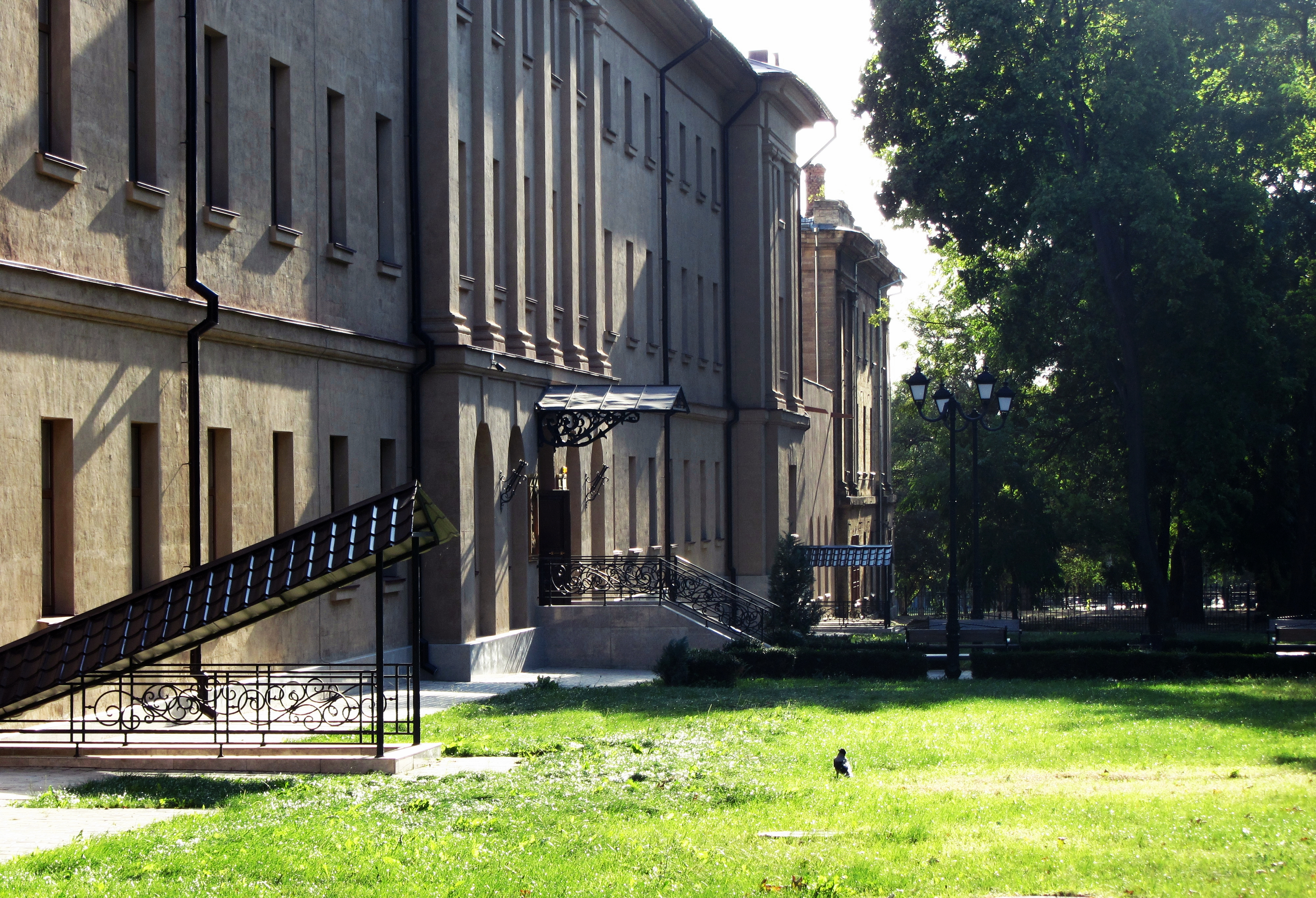
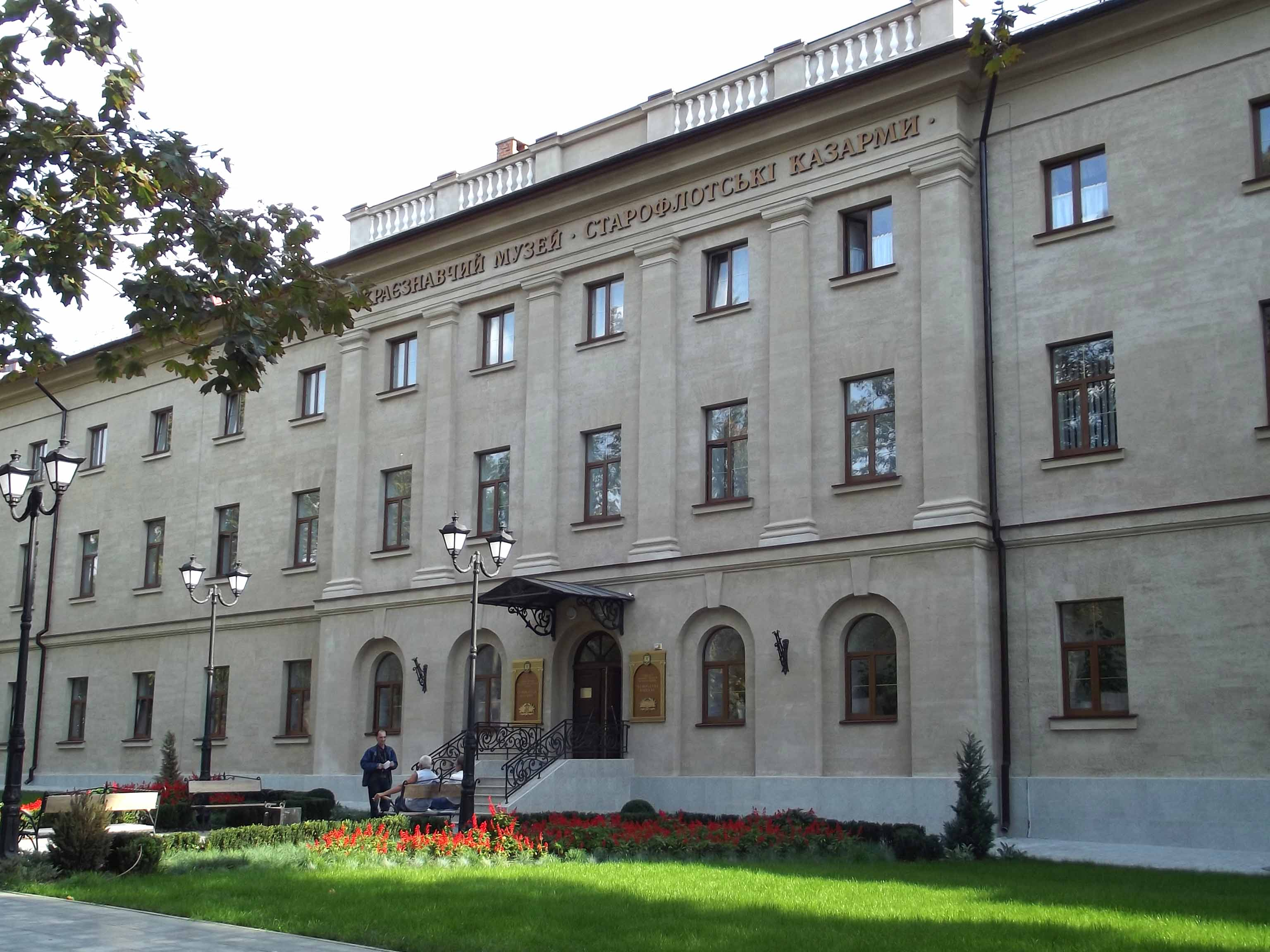
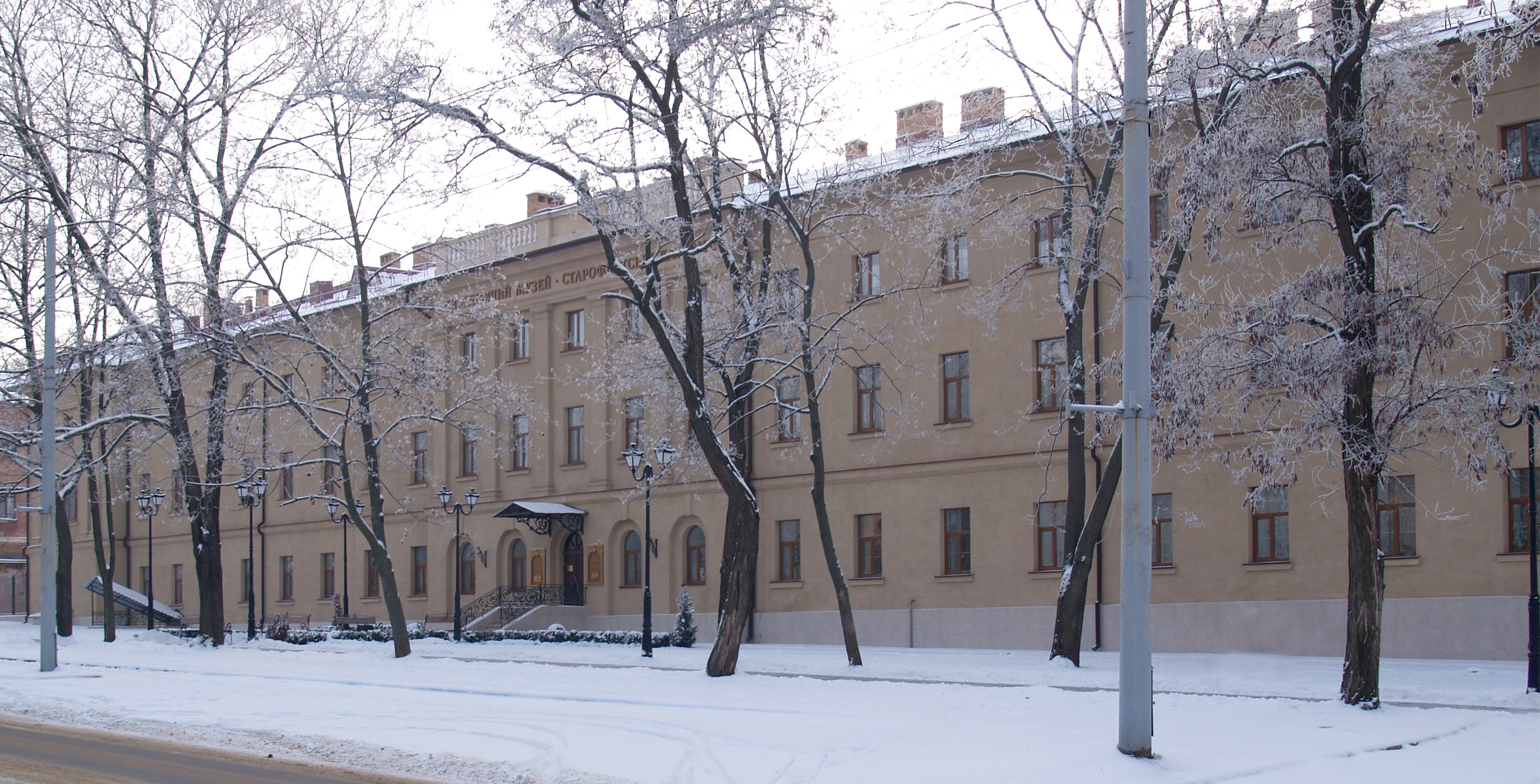
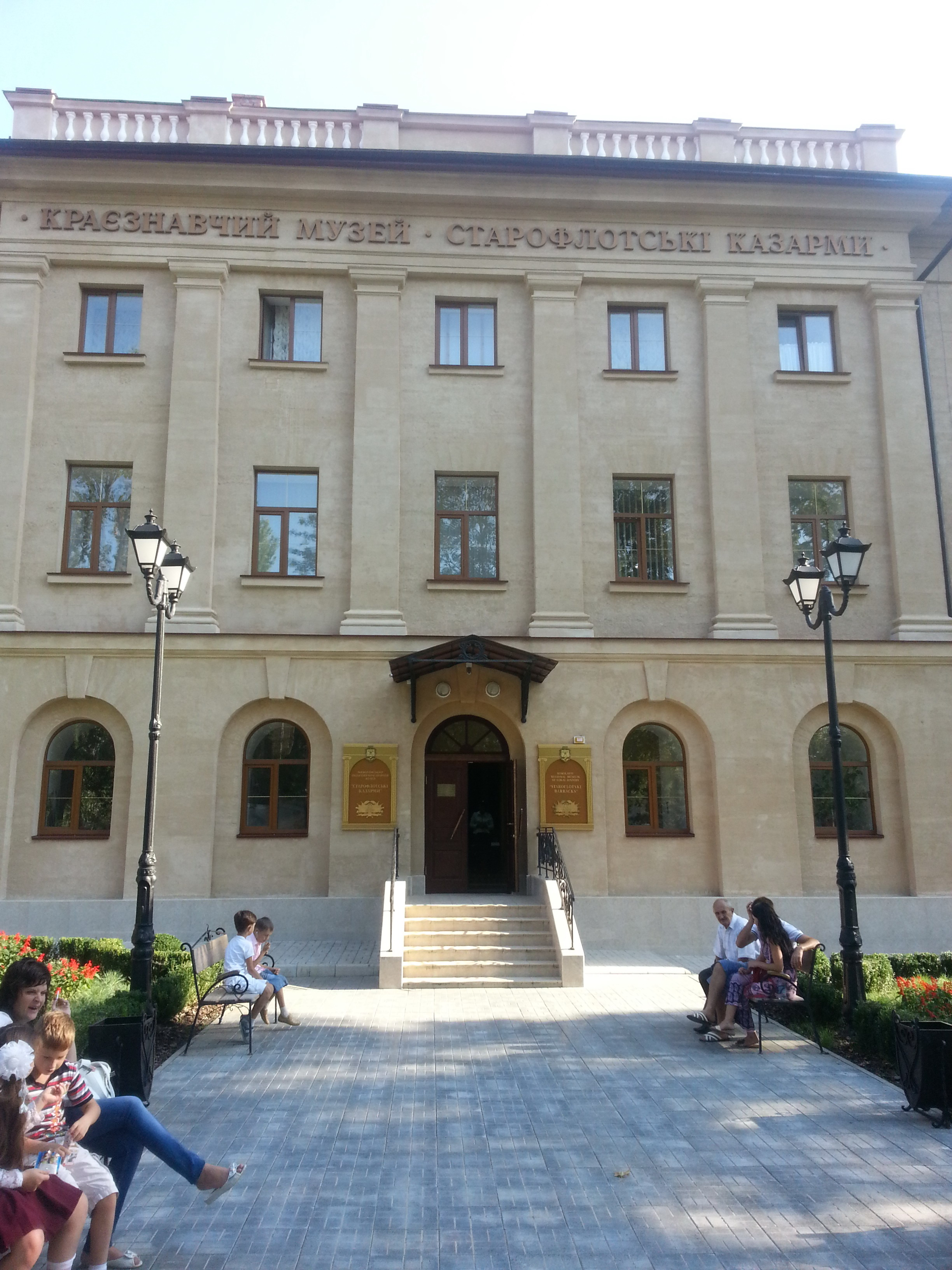